# Stelis oreada
Stelis oreada är en orkidéart som beskrevs av Carlyle August Luer och Endara. Stelis oreada ingår i släktet Stelis och familjen orkidéer. Inga underarter finns listade i Catalogue of Life.